# Estación Vela
Vela es una estación ferroviaria ubicada en la localidad de María Ignacia, en el partido de Tandil, provincia de Buenos Aires, Argentina.

## Servicios
Es una estación del ramal perteneciente al Ferrocarril General Roca, desde Tandil hasta Bahía Blanca, por acá transitan formaciones de cargas de la empresa Ferrosur Roca.
Desde esta estación, parte el ramal a Olavarría, también de cargas.
Entre agosto de 2014 y el 30 de junio de 2016 se prestó un servicio turístico, una vez por semana, entre Tandil y esta estación.